# Oreoleptidae
Famille
Les Oreoleptidae sont une famille de diptères appartenant à la super-famille des Tabanoidea.

## Liste des genres
Selon Catalogue of Life (17 avril 2019) :
- genre Oreoleptis Zloty, Sinclair & Pritchard, 2005